# Berlín, Veracruz
Berlín är en ort i Mexiko.   Den ligger i kommunen Córdoba och delstaten Veracruz, i den sydöstra delen av landet, 240 km öster om huvudstaden Mexico City. Berlín ligger 893 meter över havet och antalet invånare är 781.
Terrängen runt Berlín är varierad. Runt Berlín är det tätbefolkat, med 570 invånare per kvadratkilometer. Närmaste större samhälle är Córdoba, 3,8 km söder om Berlín. Trakten runt Berlín består till största delen av jordbruksmark.